# منتجع واحة آيلة
منتجعات آيلة مشروع لإعادة التطوير بقيمة 1.4 مليار دولار في العقبة جنوب الأردن. وهي تتألف من بحيرات صناعية تهدف إلى إضافة 17 كيلومترًا جديدًا على شاطئ البحر، و 1700 غرفة فندقية، و 3000 وحدة سكنية، وستستضيف أول ملعب غولف أخضر في الأردن. تم تصميم ملعب الجولف المكون من 18 حفرة من قبل جريج نورمان، ويعتبر هذا التصميم أحد أكثر ملاعب الجولف الصديقة للبيئة في العالم. يقع في المنتجع فندق حياة ريجينسي العقبة أيلة الذي يحتوي على 286 غرفة حديثة بما فيها 37 جناح فاخر، بالإضافة إلى جناح أميري واحد وجناح ملكي واحد.